# Benelux Tour 2021
 (août 2021).
Si vous disposez d'ouvrages ou d'articles de référence ou si vous connaissez des sites web de qualité traitant du thème abordé ici, merci de compléter l'article en donnant les références utiles à sa vérifiabilité et en les liant à la section « Notes et références ».
La 17e édition du Benelux Tour (anciennement Eneco Tour puis BinckBank Tour) a lieu du 30 août au 5 septembre 2021 aux Pays-Bas et en Belgique. Elle fait partie de l'UCI World Tour 2021.

## Présentation

### Parcours
Le départ est donné ans la ville frisonne de Surhuisterveen (Pays-Bas) pour se terminer après sept étapes totalisant 1 091,6 kilomètres dans la cité belge de Grammont en province de Flandre-Orientale.
La première partie de cette semaine de course se compose de quatre étapes néerlandaises et/ou flandriennes au profil relativement plat qui pourraient convenir aux sprinteurs à l'exception de la deuxième étape disputée sous la forme d'un contre-la-montre à Lelystad. Les trois dernières étapes présentent un profil plus vallonné : la cinquième étape se termine à Bilzen sur un circuit local comprenant trois petites côtes, la sixième étape longue de 206,7 kilomètres emprunte un circuit final très accidenté autour de la cité ardennaise de Houffalize comprenant entre autres la côte de Saint-Roch à gravir deux fois alors que la dernière étape partant de Namur se termine en franchissant à trois reprises le Mur de Grammont et le Bosberg.

### Équipes
Le Benelux Tour faisant partie du calendrier de l'UCI World Tour, les dix-neuf « World Teams » y participent. Trois UCI ProTeams ont reçu une invitation.
| WorldTeams (19)- Deceuninck-Quick Step - Lotto Soudal - AG2R Citroën Team - Astana-Premier Tech - Bahrain Victorious - Bora-Hansgrohe - Cofidis - EF Education-Nippo - Groupama-FDJ - Ineos Grenadiers - Intermarché-Wanty-Gobert Matériaux - Israel Start-Up Nation - Jumbo-Visma - Movistar Team - Team BikeExchange - Team DSM - Qhubeka NextHash - Trek-Segafredo - UAE Team Emirates ProTeams (3)- Alpecin-Fenix - Bingoal Pauwels Sauces WB - Sport Vlaanderen-Baloise |
| |

### Favoris
Trois jours avant le départ, le Néerlandais Mathieu van der Poel (Alpecin-Fenix), vainqueur de l'édition 2020 déclare forfait, apparemment pas encore suffisamment rétabli de sa chute subie lors de la course en VTT des Jeux olympiques le 26 juillet.
Les favoris sont ses compatriotes de l'équipe Jumbo-Visma Tom Dumoulin et Mike Teunissen ainsi que le Belge Remco Evenepoel, récent vainqueur du Tour du Danemark, de la course des raisins et de la Brussels Cycling Classic.
Parmi les candidats à la victoire finale ou aux premières places du classement général, on peut aussi citer le Danois 
Søren Kragh Andersen (DSM), deuxième en 2020, ses compatriotes Jakob Fuglsang (Astana), Kasper Asgreen (Deceuninck-Quick Step) et Mads Pedersen (Trek-Segafredo), le Britannique Geraint Thomas (Ineos Grenadiers), le Slovène Matej Mohorič (Bahrain), vainqueur en 2018, le Kazakh Alexey Lutsenko (Astana) ainsi que les Belges Tiesj Benoot (DSM), Philippe Gilbert et Tim Wellens (Lotto-Soudal).

## Étapes
| Étape     | Date    | Villes étapes                           | type                        | Distance (km) | Dénivelé (m) | Vainqueur d'étape  | Leader du classement général |
| --------- | ------- | --------------------------------------- | --------------------------- | ------------- | ------------ | ------------------ | ---------------------------- |
| 1re étape | 30 août | Surhuisterveen – Dokkum                 | étape de plaine             | 169,6         | 87 m         | Tim Merlier        | Tim Merlier                  |
| 2e étape  | 31 août | Lelystad – Lelystad                     | contre-la-montre individuel | 11,1          | 3 m          | Stefan Bissegger   | Stefan Bissegger             |
| 3e étape  | 1 sept. | Essen – Hoogerheide                     | étape de plaine             | 168,3         | 256 m        | Taco van der Hoorn | Stefan Bissegger             |
| 4e étape  | 2 sept. | Aalter – Ardoye                         | étape de plaine             | 166,1         | 462 m        | Tim Merlier        | Stefan Bissegger             |
| 5e étape  | 3 sept. | Riemst – Bilzen                         | étape vallonnée             | 192           | 1 732 m      | Caleb Ewan         | Stefan Küng                  |
| 6e étape  | 4 sept. | Ottignies-Louvain-la-Neuve – Houffalize | étape vallonnée             | 207,6         | 3 224 m      | Sonny Colbrelli    | Sonny Colbrelli              |
| 7e étape  | 5 sept. | Namur – Grammont                        | étape vallonnée             | 180,9         | 1 348 m      | Matej Mohorič      | Sonny Colbrelli              |

## Résultats

### 1reétape
Lors de cette première étape, le vent provoque plusieurs bordures et un peloton réduit à 33 unités se présente à Dokkum où le Belge Tim Merlier (Alpecin Fenix) s'impose. Un groupe de sept coureurs s'était échappé au début de l'étape mais avait été repris à la mi-course. À noter aussi la crevaison de Remco Evenepoel (Deceuninck-Quick Step) et la lente assistance pour le dépanner qui a relégué le jeune Belge, alors dans le groupe de tête, dans un peloton de poursuivants.
| \| Classement de l'étape \| Classement de l'étape \| Classement de l'étape \| Classement de l'étape \| Classement de l'étape \| \| Coureur \| Coureur \| Pays \| Équipe \| Temps \| \| --------------------- \| --------------------- \| --------------------- \| ---------------------------------- \| --------------------- \| \| 1er \| Tim Merlier \| Belgique \| Alpecin-Fenix \| 3 h 32 min 20 s \| \| 2e \| Phil Bauhaus \| Allemagne \| Bahrain Victorious \| + 0 s \| \| 3e \| Álvaro Hodeg \| Colombie \| Deceuninck-Quick Step \| + 0 s \| \| 4e \| Fernando Gaviria \| Colombie \| UAE Team Emirates \| + 0 s \| \| 5e \| Mads Pedersen \| Danemark \| Trek-Segafredo \| + 0 s \| \| 6e \| Danny van Poppel \| Pays-Bas \| Intermarché-Wanty-Gobert Matériaux \| + 0 s \| \| 7e \| Max Walscheid \| Allemagne \| Qhubeka NextHash \| + 0 s \| \| 8e \| Stanisław Aniołkowski \| Pologne \| Bingoal Pauwels Sauces WB \| + 0 s \| \| 9e \| Mike Teunissen \| Pays-Bas \| Jumbo-Visma \| + 0 s \| \| 10e \| Christophe Laporte \| France \| Cofidis \| + 0 s \| |                       |           |                                    |                 |
| |                       |           |                                    |                 |
| Source : ProCyclingStats |                       |           |                                    |                 |
| Classement de l'étape |                       |           |                                    |                 |
| Coureur | Coureur               | Pays      | Équipe                             | Temps           |
| 1er | Tim Merlier           | Belgique  | Alpecin-Fenix                      | 3 h 32 min 20 s |
| 2e | Phil Bauhaus          | Allemagne | Bahrain Victorious                 | + 0 s           |
| 3e | Álvaro Hodeg          | Colombie  | Deceuninck-Quick Step              | + 0 s           |
| 4e | Fernando Gaviria      | Colombie  | UAE Team Emirates                  | + 0 s           |
| 5e | Mads Pedersen         | Danemark  | Trek-Segafredo                     | + 0 s           |
| 6e | Danny van Poppel      | Pays-Bas  | Intermarché-Wanty-Gobert Matériaux | + 0 s           |
| 7e | Max Walscheid         | Allemagne | Qhubeka NextHash                   | + 0 s           |
| 8e | Stanisław Aniołkowski | Pologne   | Bingoal Pauwels Sauces WB          | + 0 s           |
| 9e | Mike Teunissen        | Pays-Bas  | Jumbo-Visma                        | + 0 s           |
| 10e | Christophe Laporte    | France    | Cofidis                            | + 0 s           |

| \| Classement général \| Classement général \| Classement général \| Classement général \| Classement général \| \| Coureur \| Coureur \| Pays \| Équipe \| Temps \| \| ------------------ \| ------------------ \| ------------------ \| --------------------- \| ------------------ \| \| 1er \| Tim Merlier \| Belgique \| Alpecin-Fenix \| 3 h 32 min 10 s \| \| 2e \| Phil Bauhaus \| Allemagne \| Bahrain Victorious \| + 4 s \| \| 3e \| Álvaro Hodeg \| Colombie \| Deceuninck-Quick Step \| + 6 s \| \| 4e \| Mike Teunissen \| Pays-Bas \| Jumbo-Visma \| + 6 s \| \| 5e \| Matej Mohorič \| Slovénie \| Bahrain Victorious \| + 6 s \| \| 6e \| Tiesj Benoot \| Belgique \| Team DSM \| + 7 s \| \| 7e \| Lukas Pöstlberger \| Autriche \| Bora-Hansgrohe \| + 7 s \| \| 8e \| Sonny Colbrelli \| Italie \| Bahrain Victorious \| + 8 s \| \| 9e \| Kasper Asgreen \| Danemark \| Deceuninck-Quick Step \| + 8 s \| \| 10e \| Fernando Gaviria \| Colombie \| UAE Team Emirates \| + 10 s \| |                   |           |                       |                 |
| |                   |           |                       |                 |
| Source : ProCyclingStats |                   |           |                       |                 |
| Classement général |                   |           |                       |                 |
| Coureur | Coureur           | Pays      | Équipe                | Temps           |
| 1er | Tim Merlier       | Belgique  | Alpecin-Fenix         | 3 h 32 min 10 s |
| 2e | Phil Bauhaus      | Allemagne | Bahrain Victorious    | + 4 s           |
| 3e | Álvaro Hodeg      | Colombie  | Deceuninck-Quick Step | + 6 s           |
| 4e | Mike Teunissen    | Pays-Bas  | Jumbo-Visma           | + 6 s           |
| 5e | Matej Mohorič     | Slovénie  | Bahrain Victorious    | + 6 s           |
| 6e | Tiesj Benoot      | Belgique  | Team DSM              | + 7 s           |
| 7e | Lukas Pöstlberger | Autriche  | Bora-Hansgrohe        | + 7 s           |
| 8e | Sonny Colbrelli   | Italie    | Bahrain Victorious    | + 8 s           |
| 9e | Kasper Asgreen    | Danemark  | Deceuninck-Quick Step | + 8 s           |
| 10e | Fernando Gaviria  | Colombie  | UAE Team Emirates     | + 10 s          |

### 2eétape
| \| Classement de l'étape \| Classement de l'étape \| Classement de l'étape \| Classement de l'étape \| Classement de l'étape \| \| Coureur \| Coureur \| Pays \| Équipe \| Temps \| \| --------------------- \| --------------------- \| --------------------- \| --------------------- \| --------------------- \| \| 1er \| Stefan Bissegger \| Suisse \| EF Education-Nippo \| 12 min 08 s \| \| 2e \| Edoardo Affini \| Italie \| Jumbo-Visma \| + 15 s \| \| 3e \| Stefan Küng \| Suisse \| Groupama-FDJ \| + 20 s \| \| 4e \| Kasper Asgreen \| Danemark \| Deceuninck-Quick Step \| + 21 s \| \| 5e \| Max Walscheid \| Allemagne \| Qhubeka NextHash \| + 22 s \| \| 6e \| Tom Dumoulin \| Pays-Bas \| Jumbo-Visma \| + 23 s \| \| 7e \| Søren Kragh Andersen \| Danemark \| Team DSM \| + 24 s \| \| 8e \| Victor Campenaerts \| Belgique \| Qhubeka NextHash \| + 26 s \| \| 9e \| Christophe Laporte \| France \| Cofidis \| + 29 s \| \| 10e \| Brandon McNulty \| États-Unis \| UAE Team Emirates \| + 31 s \| |                      |            |                       |             |
| |                      |            |                       |             |
| Source : ProCyclingStats |                      |            |                       |             |
| Classement de l'étape |                      |            |                       |             |
| Coureur | Coureur              | Pays       | Équipe                | Temps       |
| 1er | Stefan Bissegger     | Suisse     | EF Education-Nippo    | 12 min 08 s |
| 2e | Edoardo Affini       | Italie     | Jumbo-Visma           | + 15 s      |
| 3e | Stefan Küng          | Suisse     | Groupama-FDJ          | + 20 s      |
| 4e | Kasper Asgreen       | Danemark   | Deceuninck-Quick Step | + 21 s      |
| 5e | Max Walscheid        | Allemagne  | Qhubeka NextHash      | + 22 s      |
| 6e | Tom Dumoulin         | Pays-Bas   | Jumbo-Visma           | + 23 s      |
| 7e | Søren Kragh Andersen | Danemark   | Team DSM              | + 24 s      |
| 8e | Victor Campenaerts   | Belgique   | Qhubeka NextHash      | + 26 s      |
| 9e | Christophe Laporte   | France     | Cofidis               | + 29 s      |
| 10e | Brandon McNulty      | États-Unis | UAE Team Emirates     | + 31 s      |

| \| Classement général \| Classement général \| Classement général \| Classement général \| Classement général \| \| Coureur \| Coureur \| Pays \| Équipe \| Temps \| \| ------------------ \| ------------------ \| ------------------ \| --------------------- \| ------------------ \| \| 1er \| Stefan Bissegger \| Suisse \| EF Education-Nippo \| 3 h 44 min 28 s \| \| 2e \| Kasper Asgreen \| Danemark \| Deceuninck-Quick Step \| + 19 s \| \| 3e \| Stefan Küng \| Suisse \| Groupama-FDJ \| + 20 s \| \| 4e \| Max Walscheid \| Allemagne \| Qhubeka NextHash \| + 22 s \| \| 5e \| Victor Campenaerts \| Belgique \| Qhubeka NextHash \| + 26 s \| \| 6e \| Christophe Laporte \| France \| Cofidis \| + 29 s \| \| 7e \| Matej Mohorič \| Slovénie \| Bahrain Victorious \| + 36 s \| \| 8e \| Luke Durbridge \| Australie \| BikeExchange \| + 39 s \| \| 9e \| Sonny Colbrelli \| Italie \| Bahrain Victorious \| + 42 s \| \| 10e \| Tim Wellens \| Belgique \| Lotto-Soudal \| + 46 s \| |                    |           |                       |                 |
| |                    |           |                       |                 |
| Source : ProCyclingStats |                    |           |                       |                 |
| Classement général |                    |           |                       |                 |
| Coureur | Coureur            | Pays      | Équipe                | Temps           |
| 1er | Stefan Bissegger   | Suisse    | EF Education-Nippo    | 3 h 44 min 28 s |
| 2e | Kasper Asgreen     | Danemark  | Deceuninck-Quick Step | + 19 s          |
| 3e | Stefan Küng        | Suisse    | Groupama-FDJ          | + 20 s          |
| 4e | Max Walscheid      | Allemagne | Qhubeka NextHash      | + 22 s          |
| 5e | Victor Campenaerts | Belgique  | Qhubeka NextHash      | + 26 s          |
| 6e | Christophe Laporte | France    | Cofidis               | + 29 s          |
| 7e | Matej Mohorič      | Slovénie  | Bahrain Victorious    | + 36 s          |
| 8e | Luke Durbridge     | Australie | BikeExchange          | + 39 s          |
| 9e | Sonny Colbrelli    | Italie    | Bahrain Victorious    | + 42 s          |
| 10e | Tim Wellens        | Belgique  | Lotto-Soudal          | + 46 s          |

### 3eétape
Dès le début d’étape, six hommes attaquent et prennent de l'avance sur le peloton. Il s'agit de Samuele Battistella (Astana), Taco van der Hoorn (Intermarché-Wanty-Gobert), Mathias Norsgaard (Movistar), Luke Durbridge (Team BikeExchange), Thimo Willems (Sport Vlaanderen-Baloise) et Arjen Livyns (Bingoal Pauwels). Ce dernier est toutefois distancé à une centaine de kilomètres de l'arrivée. Les cinq fuyards résistent in extremis au retour du peloton et le Néerlandais Taco van der Hoorn s'impose.
| \| Classement de l'étape \| Classement de l'étape \| Classement de l'étape \| Classement de l'étape \| Classement de l'étape \| \| Coureur \| Coureur \| Pays \| Équipe \| Temps \| \| --------------------- \| --------------------- \| --------------------- \| ---------------------------------- \| --------------------- \| \| 1er \| Taco van der Hoorn \| Pays-Bas \| Intermarché-Wanty-Gobert Matériaux \| 3 h 40 min 23 s \| \| 2e \| Mathias Norsgaard \| Danemark \| Movistar Team \| + 0 s \| \| 3e \| Luke Durbridge \| Australie \| BikeExchange \| + 0 s \| \| 4e \| Samuele Battistella \| Italie \| Astana-Premier Tech \| + 0 s \| \| 5e \| Thimo Willems \| Belgique \| Sport Vlaanderen-Baloise \| + 0 s \| \| 6e \| Peter Sagan \| Slovaquie \| Bora-Hansgrohe \| + 4 s \| \| 7e \| Phil Bauhaus \| Allemagne \| Bahrain Victorious \| + 4 s \| \| 8e \| Danny van Poppel \| Pays-Bas \| Intermarché-Wanty-Gobert Matériaux \| + 4 s \| \| 9e \| Caleb Ewan \| Australie \| Lotto-Soudal \| + 4 s \| \| 10e \| Mads Pedersen \| Danemark \| Trek-Segafredo \| + 4 s \| |                     |           |                                    |                 |
| |                     |           |                                    |                 |
| Source : ProCyclingStats |                     |           |                                    |                 |
| Classement de l'étape |                     |           |                                    |                 |
| Coureur | Coureur             | Pays      | Équipe                             | Temps           |
| 1er | Taco van der Hoorn  | Pays-Bas  | Intermarché-Wanty-Gobert Matériaux | 3 h 40 min 23 s |
| 2e | Mathias Norsgaard   | Danemark  | Movistar Team                      | + 0 s           |
| 3e | Luke Durbridge      | Australie | BikeExchange                       | + 0 s           |
| 4e | Samuele Battistella | Italie    | Astana-Premier Tech                | + 0 s           |
| 5e | Thimo Willems       | Belgique  | Sport Vlaanderen-Baloise           | + 0 s           |
| 6e | Peter Sagan         | Slovaquie | Bora-Hansgrohe                     | + 4 s           |
| 7e | Phil Bauhaus        | Allemagne | Bahrain Victorious                 | + 4 s           |
| 8e | Danny van Poppel    | Pays-Bas  | Intermarché-Wanty-Gobert Matériaux | + 4 s           |
| 9e | Caleb Ewan          | Australie | Lotto-Soudal                       | + 4 s           |
| 10e | Mads Pedersen       | Danemark  | Trek-Segafredo                     | + 4 s           |

| \| Classement général \| Classement général \| Classement général \| Classement général \| Classement général \| \| Coureur \| Coureur \| Pays \| Équipe \| Temps \| \| ------------------ \| ------------------ \| ------------------ \| --------------------- \| ------------------ \| \| 1er \| Stefan Bissegger \| Suisse \| EF Education-Nippo \| 7 h 24 min 55 s \| \| 2e \| Kasper Asgreen \| Danemark \| Deceuninck-Quick Step \| + 19 s \| \| 3e \| Stefan Küng \| Suisse \| Groupama-FDJ \| + 20 s \| \| 4e \| Luke Durbridge \| Australie \| BikeExchange \| + 22 s \| \| 5e \| Max Walscheid \| Allemagne \| Qhubeka NextHash \| + 22 s \| \| 6e \| Victor Campenaerts \| Belgique \| Qhubeka NextHash \| + 26 s \| \| 7e \| Christophe Laporte \| France \| Cofidis \| + 29 s \| \| 8e \| Matej Mohorič \| Slovénie \| Bahrain Victorious \| + 36 s \| \| 9e \| Sonny Colbrelli \| Italie \| Bahrain Victorious \| + 42 s \| \| 10e \| Tim Wellens \| Belgique \| Lotto-Soudal \| + 46 s \| |                    |           |                       |                 |
| |                    |           |                       |                 |
| Source : ProCyclingStats |                    |           |                       |                 |
| Classement général |                    |           |                       |                 |
| Coureur | Coureur            | Pays      | Équipe                | Temps           |
| 1er | Stefan Bissegger   | Suisse    | EF Education-Nippo    | 7 h 24 min 55 s |
| 2e | Kasper Asgreen     | Danemark  | Deceuninck-Quick Step | + 19 s          |
| 3e | Stefan Küng        | Suisse    | Groupama-FDJ          | + 20 s          |
| 4e | Luke Durbridge     | Australie | BikeExchange          | + 22 s          |
| 5e | Max Walscheid      | Allemagne | Qhubeka NextHash      | + 22 s          |
| 6e | Victor Campenaerts | Belgique  | Qhubeka NextHash      | + 26 s          |
| 7e | Christophe Laporte | France    | Cofidis               | + 29 s          |
| 8e | Matej Mohorič      | Slovénie  | Bahrain Victorious    | + 36 s          |
| 9e | Sonny Colbrelli    | Italie    | Bahrain Victorious    | + 42 s          |
| 10e | Tim Wellens        | Belgique  | Lotto-Soudal          | + 46 s          |

### 4eétape
En  début de course, une chute massive du peloton provoque une neutralisation de l’étape durant une dizaine de minutes avant le redémarrage de la course. Dès lors, un trio composé des Belges Arjen Livyns (Bingoal Pauwels) et Thomas Sprengers (Sport Vlaanderen-Baloise) et du Néo-Zélandais Sam Bewley (BikeExchange) s'échappe mais est repris à une soixantaine de kilomètres de l'arrivée. Un duo formé par le Belge Rune Herregodts et le Français Julien Duval (AG2R Citroën) part à l'attaque à 30 km de l’arrivée mais est repris par le peloton à une vingtaine de kilomètres du terme. La victoire se joue au sprint remporté par le Belge Tim Merlier (Alpecin-Fenix) qui signe sa seconde victoire dans ce tour.
| \| Classement de l'étape \| Classement de l'étape \| Classement de l'étape \| Classement de l'étape \| Classement de l'étape \| \| Coureur \| Coureur \| Pays \| Équipe \| Temps \| \| --------------------- \| --------------------- \| --------------------- \| ---------------------------------- \| --------------------- \| \| 1er \| Tim Merlier \| Belgique \| Alpecin-Fenix \| 3 h 36 min 29 s \| \| 2e \| Mads Pedersen \| Danemark \| Trek-Segafredo \| + 0 s \| \| 3e \| Danny van Poppel \| Pays-Bas \| Intermarché-Wanty-Gobert Matériaux \| + 0 s \| \| 4e \| Peter Sagan \| Slovaquie \| Bora-Hansgrohe \| + 0 s \| \| 5e \| Christophe Laporte \| France \| Cofidis \| + 0 s \| \| 6e \| Phil Bauhaus \| Allemagne \| Bahrain Victorious \| + 0 s \| \| 7e \| Fernando Gaviria \| Colombie \| UAE Team Emirates \| + 0 s \| \| 8e \| Max Walscheid \| Allemagne \| Qhubeka NextHash \| + 0 s \| \| 9e \| Dylan Groenewegen \| Pays-Bas \| Jumbo-Visma \| + 0 s \| \| 10e \| Fabian Lienhard \| Suisse \| Groupama-FDJ \| + 0 s \| |                    |           |                                    |                 |
| |                    |           |                                    |                 |
| Source : ProCyclingStats |                    |           |                                    |                 |
| Classement de l'étape |                    |           |                                    |                 |
| Coureur | Coureur            | Pays      | Équipe                             | Temps           |
| 1er | Tim Merlier        | Belgique  | Alpecin-Fenix                      | 3 h 36 min 29 s |
| 2e | Mads Pedersen      | Danemark  | Trek-Segafredo                     | + 0 s           |
| 3e | Danny van Poppel   | Pays-Bas  | Intermarché-Wanty-Gobert Matériaux | + 0 s           |
| 4e | Peter Sagan        | Slovaquie | Bora-Hansgrohe                     | + 0 s           |
| 5e | Christophe Laporte | France    | Cofidis                            | + 0 s           |
| 6e | Phil Bauhaus       | Allemagne | Bahrain Victorious                 | + 0 s           |
| 7e | Fernando Gaviria   | Colombie  | UAE Team Emirates                  | + 0 s           |
| 8e | Max Walscheid      | Allemagne | Qhubeka NextHash                   | + 0 s           |
| 9e | Dylan Groenewegen  | Pays-Bas  | Jumbo-Visma                        | + 0 s           |
| 10e | Fabian Lienhard    | Suisse    | Groupama-FDJ                       | + 0 s           |

| \| Classement général \| Classement général \| Classement général \| Classement général \| Classement général \| \| Coureur \| Coureur \| Pays \| Équipe \| Temps \| \| ------------------ \| ------------------ \| ------------------ \| --------------------- \| ------------------ \| \| 1er \| Stefan Bissegger \| Suisse \| EF Education-Nippo \| 11 h 01 min 24 s \| \| 2e \| Kasper Asgreen \| Danemark \| Deceuninck-Quick Step \| + 13 s \| \| 3e \| Luke Durbridge \| Australie \| BikeExchange \| + 20 s \| \| 4e \| Stefan Küng \| Suisse \| Groupama-FDJ \| + 20 s \| \| 5e \| Max Walscheid \| Allemagne \| Qhubeka NextHash \| + 22 s \| \| 6e \| Christophe Laporte \| France \| Cofidis \| + 26 s \| \| 7e \| Victor Campenaerts \| Belgique \| Qhubeka NextHash \| + 26 s \| \| 8e \| Matej Mohorič \| Slovénie \| Bahrain Victorious \| + 36 s \| \| 9e \| Tim Merlier \| Belgique \| Alpecin-Fenix \| + 40 s \| \| 10e \| Sonny Colbrelli \| Italie \| Bahrain Victorious \| + 40 s \| |                    |           |                       |                  |
| |                    |           |                       |                  |
| Source : ProCyclingStats |                    |           |                       |                  |
| Classement général |                    |           |                       |                  |
| Coureur | Coureur            | Pays      | Équipe                | Temps            |
| 1er | Stefan Bissegger   | Suisse    | EF Education-Nippo    | 11 h 01 min 24 s |
| 2e | Kasper Asgreen     | Danemark  | Deceuninck-Quick Step | + 13 s           |
| 3e | Luke Durbridge     | Australie | BikeExchange          | + 20 s           |
| 4e | Stefan Küng        | Suisse    | Groupama-FDJ          | + 20 s           |
| 5e | Max Walscheid      | Allemagne | Qhubeka NextHash      | + 22 s           |
| 6e | Christophe Laporte | France    | Cofidis               | + 26 s           |
| 7e | Victor Campenaerts | Belgique  | Qhubeka NextHash      | + 26 s           |
| 8e | Matej Mohorič      | Slovénie  | Bahrain Victorious    | + 36 s           |
| 9e | Tim Merlier        | Belgique  | Alpecin-Fenix         | + 40 s           |
| 10e | Sonny Colbrelli    | Italie    | Bahrain Victorious    | + 40 s           |

### 5eétape
Le Belge Remco Evenepoel, malade, est non partant. Le Canadien Hugo Houle (Astana), l’Australien Jack Bauer (BikeExchange) et le Danois Casper Pedersen (DSM), partent à l'attaque après une trentaine de kilomètres de course. Ils comptent jusqu'à 3 minutes d'avance sur peloton. Houle est repris  à 30 km de l’arrivée tandis que Bauer et Pedersen sont rattrapés par le peloton à 11 km du terme. Un peloton très étiré se présente à l'arrivée à Bilzen. L'Italien Sonny Colbrelli (Bahrain) est remonté dans les derniers mètres par l'Australien Caleb Ewan (Lotto Soudal) qui franchit la ligne d'arrivée en vainqueur avec une longueur d'avance sur l'Italien. Les deux premiers du classement général sont distancés en fin de course : Stefan Bissegger ne pouvant suivre le rythme et Kasper Asgreen sur ennui mécanique. Ce qui permet au Suisse Stefan Küng (Groupama-FDJ) d'endosser le maillot de leader du classement général.
| \| Classement de l'étape \| Classement de l'étape \| Classement de l'étape \| Classement de l'étape \| Classement de l'étape \| \| Coureur \| Coureur \| Pays \| Équipe \| Temps \| \| --------------------- \| --------------------- \| --------------------- \| ---------------------------------- \| --------------------- \| \| 1er \| Caleb Ewan \| Australie \| Lotto-Soudal \| 4 h 26 min 24 s \| \| 2e \| Sonny Colbrelli \| Italie \| Bahrain Victorious \| + 0 s \| \| 3e \| Danny van Poppel \| Pays-Bas \| Intermarché-Wanty-Gobert Matériaux \| + 0 s \| \| 4e \| Peter Sagan \| Slovaquie \| Bora-Hansgrohe \| + 0 s \| \| 5e \| Jasper Stuyven \| Belgique \| Trek-Segafredo \| + 0 s \| \| 6e \| Tim Merlier \| Belgique \| Alpecin-Fenix \| + 0 s \| \| 7e \| Mike Teunissen \| Pays-Bas \| Jumbo-Visma \| + 0 s \| \| 8e \| Matej Mohorič \| Slovénie \| Bahrain Victorious \| + 0 s \| \| 9e \| Christophe Laporte \| France \| Cofidis \| + 0 s \| \| 10e \| Oliver Naesen \| Belgique \| AG2R Citroën Team \| + 0 s \| |                    |           |                                    |                 |
| |                    |           |                                    |                 |
| Source : ProCyclingStats |                    |           |                                    |                 |
| Classement de l'étape |                    |           |                                    |                 |
| Coureur | Coureur            | Pays      | Équipe                             | Temps           |
| 1er | Caleb Ewan         | Australie | Lotto-Soudal                       | 4 h 26 min 24 s |
| 2e | Sonny Colbrelli    | Italie    | Bahrain Victorious                 | + 0 s           |
| 3e | Danny van Poppel   | Pays-Bas  | Intermarché-Wanty-Gobert Matériaux | + 0 s           |
| 4e | Peter Sagan        | Slovaquie | Bora-Hansgrohe                     | + 0 s           |
| 5e | Jasper Stuyven     | Belgique  | Trek-Segafredo                     | + 0 s           |
| 6e | Tim Merlier        | Belgique  | Alpecin-Fenix                      | + 0 s           |
| 7e | Mike Teunissen     | Pays-Bas  | Jumbo-Visma                        | + 0 s           |
| 8e | Matej Mohorič      | Slovénie  | Bahrain Victorious                 | + 0 s           |
| 9e | Christophe Laporte | France    | Cofidis                            | + 0 s           |
| 10e | Oliver Naesen      | Belgique  | AG2R Citroën Team                  | + 0 s           |

| \| Classement général \| Classement général \| Classement général \| Classement général \| Classement général \| \| Coureur \| Coureur \| Pays \| Équipe \| Temps \| \| ------------------ \| ------------------ \| ------------------ \| ------------------ \| ------------------ \| \| 1er \| Stefan Küng \| Suisse \| Groupama-FDJ \| 15 h 28 min 08 s \| \| 2e \| Luke Durbridge \| Australie \| BikeExchange \| + 2 s \| \| 3e \| Christophe Laporte \| France \| Cofidis \| + 6 s \| \| 4e \| Victor Campenaerts \| Belgique \| Qhubeka NextHash \| + 6 s \| \| 5e \| Sonny Colbrelli \| Italie \| Bahrain Victorious \| + 14 s \| \| 6e \| Matej Mohorič \| Slovénie \| Bahrain Victorious \| + 16 s \| \| 7e \| Tim Merlier \| Belgique \| Alpecin-Fenix \| + 20 s \| \| 8e \| Tim Wellens \| Belgique \| Lotto-Soudal \| + 25 s \| \| 9e \| Tiesj Benoot \| Belgique \| Team DSM \| + 26 s \| \| 10e \| Lukas Pöstlberger \| Autriche \| Bora-Hansgrohe \| + 28 s \| |                    |           |                    |                  |
| |                    |           |                    |                  |
| Source : ProCyclingStats |                    |           |                    |                  |
| Classement général |                    |           |                    |                  |
| Coureur | Coureur            | Pays      | Équipe             | Temps            |
| 1er | Stefan Küng        | Suisse    | Groupama-FDJ       | 15 h 28 min 08 s |
| 2e | Luke Durbridge     | Australie | BikeExchange       | + 2 s            |
| 3e | Christophe Laporte | France    | Cofidis            | + 6 s            |
| 4e | Victor Campenaerts | Belgique  | Qhubeka NextHash   | + 6 s            |
| 5e | Sonny Colbrelli    | Italie    | Bahrain Victorious | + 14 s           |
| 6e | Matej Mohorič      | Slovénie  | Bahrain Victorious | + 16 s           |
| 7e | Tim Merlier        | Belgique  | Alpecin-Fenix      | + 20 s           |
| 8e | Tim Wellens        | Belgique  | Lotto-Soudal       | + 25 s           |
| 9e | Tiesj Benoot       | Belgique  | Team DSM           | + 26 s           |
| 10e | Lukas Pöstlberger  | Autriche  | Bora-Hansgrohe     | + 28 s           |

### 6eétape
La plus longue et la plus difficile des étapes du Benelux Tour 2021 franchit 10 côtes répertoriées et se termine à Houffalize dans les Ardennes belges. Les trois premiers quarts de la course sont marqués par l'attaque du Britannique Geraint Thomas (Ineos Grenadiers) et du Belge Jonas Rickaert (Alpecin-Fenix). Les deux hommes comptent jusqu'à sept minutes d'avance sur le peloton mais Rickaert est repris à 54 km et Thomas 49 km de l'arrivée. Aussitôt après le regroupement, un trio se porte à l'avant dans la montée de la côte Bois des Moines. Ces trois fuyards sont le Slovène Matej Mohorič (Bahrain), son équipier champion d'Italie Sonny Colbrelli et le Suisse Marc Hirschi (UAE).  Alors que les poursuivants emmenés par le Néerlandais Tom Dumoulin (Jumbo-Visma) reviennent à quelques secondes du trio de tête, Colbrelli lâche ses compagnons d'échappée et part seul en augmentant régulièrement son avance. Il remporte l'étape et s'empare du maillot de leader du classement général.
| \| Classement de l'étape \| Classement de l'étape \| Classement de l'étape \| Classement de l'étape \| Classement de l'étape \| \| Coureur \| Coureur \| Pays \| Équipe \| Temps \| \| --------------------- \| --------------------- \| --------------------- \| --------------------- \| --------------------- \| \| 1er \| Sonny Colbrelli \| Italie \| Bahrain Victorious \| 4 h 55 min 27 s \| \| 2e \| Matej Mohorič \| Slovénie \| Bahrain Victorious \| + 42 s \| \| 3e \| Jasper Stuyven \| Belgique \| Trek-Segafredo \| + 42 s \| \| 4e \| Tiesj Benoot \| Belgique \| Team DSM \| + 42 s \| \| 5e \| Victor Campenaerts \| Belgique \| Qhubeka NextHash \| + 42 s \| \| 6e \| Tim Wellens \| Belgique \| Lotto-Soudal \| + 42 s \| \| 7e \| Marc Hirschi \| Suisse \| UAE Team Emirates \| + 42 s \| \| 8e \| Tom Dumoulin \| Pays-Bas \| Jumbo-Visma \| + 42 s \| \| 9e \| Nikias Arndt \| Allemagne \| Team DSM \| + 1 min 02 s \| \| 10e \| Gianni Vermeersch \| Belgique \| Alpecin-Fenix \| + 1 min 02 s \| |                    |           |                    |                 |
| |                    |           |                    |                 |
| Source : ProCyclingStats |                    |           |                    |                 |
| Classement de l'étape |                    |           |                    |                 |
| Coureur | Coureur            | Pays      | Équipe             | Temps           |
| 1er | Sonny Colbrelli    | Italie    | Bahrain Victorious | 4 h 55 min 27 s |
| 2e | Matej Mohorič      | Slovénie  | Bahrain Victorious | + 42 s          |
| 3e | Jasper Stuyven     | Belgique  | Trek-Segafredo     | + 42 s          |
| 4e | Tiesj Benoot       | Belgique  | Team DSM           | + 42 s          |
| 5e | Victor Campenaerts | Belgique  | Qhubeka NextHash   | + 42 s          |
| 6e | Tim Wellens        | Belgique  | Lotto-Soudal       | + 42 s          |
| 7e | Marc Hirschi       | Suisse    | UAE Team Emirates  | + 42 s          |
| 8e | Tom Dumoulin       | Pays-Bas  | Jumbo-Visma        | + 42 s          |
| 9e | Nikias Arndt       | Allemagne | Team DSM           | + 1 min 02 s    |
| 10e | Gianni Vermeersch  | Belgique  | Alpecin-Fenix      | + 1 min 02 s    |

| \| Classement général \| Classement général \| Classement général \| Classement général \| Classement général \| \| Coureur \| Coureur \| Pays \| Équipe \| Temps \| \| ------------------ \| ------------------ \| ------------------ \| --------------------- \| ------------------ \| \| 1er \| Sonny Colbrelli \| Italie \| Bahrain Victorious \| 20 h 23 min 30 s \| \| 2e \| Matej Mohorič \| Slovénie \| Bahrain Victorious \| + 51 s \| \| 3e \| Victor Campenaerts \| Belgique \| Qhubeka NextHash \| + 53 s \| \| 4e \| Stefan Küng \| Suisse \| Groupama-FDJ \| + 1 min 07 s \| \| 5e \| Luke Durbridge \| Australie \| BikeExchange \| + 1 min 09 s \| \| 6e \| Tim Wellens \| Belgique \| Lotto-Soudal \| + 1 min 09 s \| \| 7e \| Jasper Stuyven \| Belgique \| Trek-Segafredo \| + 1 min 16 s \| \| 8e \| Tiesj Benoot \| Belgique \| Team DSM \| + 1 min 33 s \| \| 9e \| Mike Teunissen \| Pays-Bas \| Jumbo-Visma \| + 1 min 40 s \| \| 10e \| Kasper Asgreen \| Danemark \| Deceuninck-Quick Step \| + 1 min 42 s \| |                    |           |                       |                  |
| |                    |           |                       |                  |
| Source : ProCyclingStats |                    |           |                       |                  |
| Classement général |                    |           |                       |                  |
| Coureur | Coureur            | Pays      | Équipe                | Temps            |
| 1er | Sonny Colbrelli    | Italie    | Bahrain Victorious    | 20 h 23 min 30 s |
| 2e | Matej Mohorič      | Slovénie  | Bahrain Victorious    | + 51 s           |
| 3e | Victor Campenaerts | Belgique  | Qhubeka NextHash      | + 53 s           |
| 4e | Stefan Küng        | Suisse    | Groupama-FDJ          | + 1 min 07 s     |
| 5e | Luke Durbridge     | Australie | BikeExchange          | + 1 min 09 s     |
| 6e | Tim Wellens        | Belgique  | Lotto-Soudal          | + 1 min 09 s     |
| 7e | Jasper Stuyven     | Belgique  | Trek-Segafredo        | + 1 min 16 s     |
| 8e | Tiesj Benoot       | Belgique  | Team DSM              | + 1 min 33 s     |
| 9e | Mike Teunissen     | Pays-Bas  | Jumbo-Visma           | + 1 min 40 s     |
| 10e | Kasper Asgreen     | Danemark  | Deceuninck-Quick Step | + 1 min 42 s     |

### 7eétape
Après une soixantaine de kilomètres de course, un groupe de onze coureurs se porte à l'attaque mais ne parvient jamais à prendre une avance conséquente sur le peloton et se fait reprendre par celui-ci. À une cinquantaine de kilomètres de la ligne, quatre hommes s'échappent. Il s'agit du Slovène Matej Mohorič (Bahrain), deuxième du classement général et coéquipier du leader de ce classement Sonny Colbrelli, du Belge Victor Campenaerts (Qhubeka), troisième de ce classement, de l’Américain Brandon McNulty (UAE) et du Danois Kasper Asgreen (Deceuninck-Quick Step). Lors de la deuxième et avant-dernière montée du Mur de Grammont, à 26 kilomètres de l'arrivée, Mohorič lâche ses compagnons d'échappée qui sont rapidement englobés dans un groupe de poursuivants d'une quinzaine de coureurs. À 5 kilomètres du terme, le Néerlandais Tom Dumoulin (Jumbo-Visma) tente de revenir sur Mohorič mais il n'est logiquement pas relayé par Colbrelli, équipier du Slovène. Matej Mohorič remporte l'étape en solitaire devançant de 11 secondes son équipier Sonny Colbrelli qui, lui, remporte le classement général du Benelux Tour.
| \| Classement de l'étape \| Classement de l'étape \| Classement de l'étape \| Classement de l'étape \| Classement de l'étape \| \| Coureur \| Coureur \| Pays \| Équipe \| Temps \| \| --------------------- \| --------------------- \| --------------------- \| ---------------------------------- \| --------------------- \| \| 1er \| Matej Mohorič \| Slovénie \| Bahrain Victorious \| 3 h 50 min 56 s \| \| 2e \| Sonny Colbrelli \| Italie \| Bahrain Victorious \| + 11 s \| \| 3e \| Tom Dumoulin \| Pays-Bas \| Jumbo-Visma \| + 15 s \| \| 4e \| Christophe Laporte \| France \| Cofidis \| + 22 s \| \| 5e \| Fred Wright \| Royaume-Uni \| Bahrain Victorious \| + 22 s \| \| 6e \| Danny van Poppel \| Pays-Bas \| Intermarché-Wanty-Gobert Matériaux \| + 24 s \| \| 7e \| Tom Van Asbroeck \| Belgique \| Israel Start-Up Nation \| + 24 s \| \| 8e \| Greg Van Avermaet \| Belgique \| AG2R Citroën Team \| + 24 s \| \| 9e \| Tiesj Benoot \| Belgique \| Team DSM \| + 24 s \| \| 10e \| Peter Sagan \| Slovaquie \| Bora-Hansgrohe \| + 24 s \| |                    |             |                                    |                 |
| |                    |             |                                    |                 |
| Source : ProCyclingStats |                    |             |                                    |                 |
| Classement de l'étape |                    |             |                                    |                 |
| Coureur | Coureur            | Pays        | Équipe                             | Temps           |
| 1er | Matej Mohorič      | Slovénie    | Bahrain Victorious                 | 3 h 50 min 56 s |
| 2e | Sonny Colbrelli    | Italie      | Bahrain Victorious                 | + 11 s          |
| 3e | Tom Dumoulin       | Pays-Bas    | Jumbo-Visma                        | + 15 s          |
| 4e | Christophe Laporte | France      | Cofidis                            | + 22 s          |
| 5e | Fred Wright        | Royaume-Uni | Bahrain Victorious                 | + 22 s          |
| 6e | Danny van Poppel   | Pays-Bas    | Intermarché-Wanty-Gobert Matériaux | + 24 s          |
| 7e | Tom Van Asbroeck   | Belgique    | Israel Start-Up Nation             | + 24 s          |
| 8e | Greg Van Avermaet  | Belgique    | AG2R Citroën Team                  | + 24 s          |
| 9e | Tiesj Benoot       | Belgique    | Team DSM                           | + 24 s          |
| 10e | Peter Sagan        | Slovaquie   | Bora-Hansgrohe                     | + 24 s          |

## Classements finals

### Classement général final
| \| Classement général \| Classement général \| Classement général \| Classement général \| Classement général \| \| Coureur \| Coureur \| Pays \| Équipe \| Temps \| \| ------------------ \| ------------------ \| ------------------ \| ------------------ \| ------------------ \| \| 1er \| Sonny Colbrelli \| Italie \| Bahrain Victorious \| 24 h 14 min 29 s \| \| 2e \| Matej Mohorič \| Slovénie \| Bahrain Victorious \| + 29 s \| \| 3e \| Victor Campenaerts \| Belgique \| Qhubeka NextHash \| + 1 min 14 s \| \| 4e \| Tim Wellens \| Belgique \| Lotto-Soudal \| + 1 min 26 s \| \| 5e \| Stefan Küng \| Suisse \| Groupama-FDJ \| + 1 min 28 s \| \| 6e \| Luke Durbridge \| Australie \| BikeExchange \| + 1 min 30 s \| \| 7e \| Jasper Stuyven \| Belgique \| Trek-Segafredo \| + 1 min 37 s \| \| 8e \| Tiesj Benoot \| Belgique \| Team DSM \| + 1 min 54 s \| \| 9e \| Tom Dumoulin \| Pays-Bas \| Jumbo-Visma \| + 1 min 55 s \| \| 10e \| Mike Teunissen \| Pays-Bas \| Jumbo-Visma \| + 2 min 01 s \| |                    |           |                    |                  |
| |                    |           |                    |                  |
| Source : ProCyclingStats |                    |           |                    |                  |
| Classement général |                    |           |                    |                  |
| Coureur | Coureur            | Pays      | Équipe             | Temps            |
| 1er | Sonny Colbrelli    | Italie    | Bahrain Victorious | 24 h 14 min 29 s |
| 2e | Matej Mohorič      | Slovénie  | Bahrain Victorious | + 29 s           |
| 3e | Victor Campenaerts | Belgique  | Qhubeka NextHash   | + 1 min 14 s     |
| 4e | Tim Wellens        | Belgique  | Lotto-Soudal       | + 1 min 26 s     |
| 5e | Stefan Küng        | Suisse    | Groupama-FDJ       | + 1 min 28 s     |
| 6e | Luke Durbridge     | Australie | BikeExchange       | + 1 min 30 s     |
| 7e | Jasper Stuyven     | Belgique  | Trek-Segafredo     | + 1 min 37 s     |
| 8e | Tiesj Benoot       | Belgique  | Team DSM           | + 1 min 54 s     |
| 9e | Tom Dumoulin       | Pays-Bas  | Jumbo-Visma        | + 1 min 55 s     |
| 10e | Mike Teunissen     | Pays-Bas  | Jumbo-Visma        | + 2 min 01 s     |

### Classements annexes
| Classement par points | Classement par points | Classement par points | Classement par points              | Classement par points |
| Coureur               | Coureur               | Pays                  | Équipe                             | Points                |
| --------------------- | --------------------- | --------------------- | ---------------------------------- | --------------------- |
| 1er                   | Danny van Poppel      | Pays-Bas              | Intermarché-Wanty-Gobert Matériaux | 88 pts                |
| 2e                    | Sonny Colbrelli       | Italie                | Bahrain Victorious                 | 80 pts                |
| 3e                    | Tim Merlier           | Belgique              | Alpecin-Fenix                      | 75 pts                |
| 4e                    | Christophe Laporte    | France                | Cofidis                            | 68 pts                |
| 5e                    | Matej Mohorič         | Slovénie              | Bahrain Victorious                 | 67 pts                |
| 6e                    | Peter Sagan           | Slovaquie             | Bora-Hansgrohe                     | 63 pts                |
| 7e                    | Phil Bauhaus          | Allemagne             | Bahrain Victorious                 | 53 pts                |
| 8e                    | Tom Dumoulin          | Pays-Bas              | Jumbo-Visma                        | 49 pts                |
| 9e                    | Jasper Stuyven        | Belgique              | Trek-Segafredo                     | 39 pts                |
| 10e                   | Stefan Bissegger      | Suisse                | EF Education-Nippo                 | 30 pts                |

| Classement par points | Classement par points | Classement par points | Classement par points              | Classement par points |
| Coureur               | Coureur               | Pays                  | Équipe                             | Points                |
| --------------------- | --------------------- | --------------------- | ---------------------------------- | --------------------- |
| 1er                   | Danny van Poppel      | Pays-Bas              | Intermarché-Wanty-Gobert Matériaux | 88 pts                |
| 2e                    | Sonny Colbrelli       | Italie                | Bahrain Victorious                 | 80 pts                |
| 3e                    | Tim Merlier           | Belgique              | Alpecin-Fenix                      | 75 pts                |
| 4e                    | Christophe Laporte    | France                | Cofidis                            | 68 pts                |
| 5e                    | Matej Mohorič         | Slovénie              | Bahrain Victorious                 | 67 pts                |
| 6e                    | Peter Sagan           | Slovaquie             | Bora-Hansgrohe                     | 63 pts                |
| 7e                    | Phil Bauhaus          | Allemagne             | Bahrain Victorious                 | 53 pts                |
| 8e                    | Tom Dumoulin          | Pays-Bas              | Jumbo-Visma                        | 49 pts                |
| 9e                    | Jasper Stuyven        | Belgique              | Trek-Segafredo                     | 39 pts                |
| 10e                   | Stefan Bissegger      | Suisse                | EF Education-Nippo                 | 30 pts                |

| Classement de la combativité | Classement de la combativité | Classement de la combativité | Classement de la combativité | Classement de la combativité |
| Coureur                      | Coureur                      | Pays                         | Équipe                       | Points                       |
| ---------------------------- | ---------------------------- | ---------------------------- | ---------------------------- | ---------------------------- |
| 1er                          | Arjen Livyns                 | Belgique                     | Bingoal Pauwels Sauces WB    | 56 pts                       |
| 2e                           | Luke Durbridge               | Australie                    | BikeExchange                 | 35 pts                       |
| 3e                           | Thomas Sprengers             | Belgique                     | Sport Vlaanderen-Baloise     | 27 pts                       |
| 4e                           | Matej Mohorič                | Slovénie                     | Bahrain Victorious           | 20 pts                       |
| 5e                           | Jack Bauer                   | Nouvelle-Zélande             | BikeExchange                 | 20 pts                       |
| 6e                           | Hugo Houle                   | Canada                       | Astana-Premier Tech          | 20 pts                       |
| 7e                           | Kasper Asgreen               | Danemark                     | Deceuninck-Quick Step        | 16 pts                       |
| 8e                           | Marc Hirschi                 | Suisse                       | UAE Team Emirates            | 14 pts                       |
| 9e                           | Samuele Battistella          | Italie                       | Astana-Premier Tech          | 14 pts                       |
| 10e                          | Mathias Norsgaard            | Danemark                     | Movistar Team                | 10 pts                       |

| Classement de la combativité | Classement de la combativité | Classement de la combativité | Classement de la combativité | Classement de la combativité |
| Coureur                      | Coureur                      | Pays                         | Équipe                       | Points                       |
| ---------------------------- | ---------------------------- | ---------------------------- | ---------------------------- | ---------------------------- |
| 1er                          | Arjen Livyns                 | Belgique                     | Bingoal Pauwels Sauces WB    | 56 pts                       |
| 2e                           | Luke Durbridge               | Australie                    | BikeExchange                 | 35 pts                       |
| 3e                           | Thomas Sprengers             | Belgique                     | Sport Vlaanderen-Baloise     | 27 pts                       |
| 4e                           | Matej Mohorič                | Slovénie                     | Bahrain Victorious           | 20 pts                       |
| 5e                           | Jack Bauer                   | Nouvelle-Zélande             | BikeExchange                 | 20 pts                       |
| 6e                           | Hugo Houle                   | Canada                       | Astana-Premier Tech          | 20 pts                       |
| 7e                           | Kasper Asgreen               | Danemark                     | Deceuninck-Quick Step        | 16 pts                       |
| 8e                           | Marc Hirschi                 | Suisse                       | UAE Team Emirates            | 14 pts                       |
| 9e                           | Samuele Battistella          | Italie                       | Astana-Premier Tech          | 14 pts                       |
| 10e                          | Mathias Norsgaard            | Danemark                     | Movistar Team                | 10 pts                       |

| Classement par équipes | Classement par équipes             | Classement par équipes | Classement par équipes |
| Équipe                 | Équipe                             | Pays                   | Temps                  |
| ---------------------- | ---------------------------------- | ---------------------- | ---------------------- |
| 1re                    | Bahrain Victorious                 | Bahreïn                | 72 h 47 min 35 s       |
| 2e                     | Alpecin-Fenix                      | Belgique               | + 9 min 00 s           |
| 3e                     | Ineos Grenadiers                   | Royaume-Uni            | + 9 min 44 s           |
| 4e                     | Jumbo-Visma                        | Pays-Bas               | + 10 min 15 s          |
| 5e                     | Israel Start-Up Nation             | Israël                 | + 14 min 02 s          |
| 6e                     | UAE Team Emirates                  | Émirats arabes unis    | + 17 min 51 s          |
| 7e                     | Lotto-Soudal                       | Belgique               | + 19 min 28 s          |
| 8e                     | Groupama-FDJ                       | France                 | + 27 min 42 s          |
| 9e                     | Intermarché-Wanty-Gobert Matériaux | Belgique               | + 28 min 52 s          |
| 10e                    | Qhubeka NextHash                   | Afrique du Sud         | + 31 min 30 s          |

| Classement par équipes | Classement par équipes             | Classement par équipes | Classement par équipes |
| Équipe                 | Équipe                             | Pays                   | Temps                  |
| ---------------------- | ---------------------------------- | ---------------------- | ---------------------- |
| 1re                    | Bahrain Victorious                 | Bahreïn                | 72 h 47 min 35 s       |
| 2e                     | Alpecin-Fenix                      | Belgique               | + 9 min 00 s           |
| 3e                     | Ineos Grenadiers                   | Royaume-Uni            | + 9 min 44 s           |
| 4e                     | Jumbo-Visma                        | Pays-Bas               | + 10 min 15 s          |
| 5e                     | Israel Start-Up Nation             | Israël                 | + 14 min 02 s          |
| 6e                     | UAE Team Emirates                  | Émirats arabes unis    | + 17 min 51 s          |
| 7e                     | Lotto-Soudal                       | Belgique               | + 19 min 28 s          |
| 8e                     | Groupama-FDJ                       | France                 | + 27 min 42 s          |
| 9e                     | Intermarché-Wanty-Gobert Matériaux | Belgique               | + 28 min 52 s          |
| 10e                    | Qhubeka NextHash                   | Afrique du Sud         | + 31 min 30 s          |

## Évolution des classements
| Etape              | Vainqueur          | Classement général | Classement par points | Classement de la combativité |
| ------------------ | ------------------ | ------------------ | --------------------- | ---------------------------- |
| 1                  | Tim Merlier        | Tim Merlier        | Tim Merlier           | Arjen Livyns                 |
| 2                  | Stefan Bissegger   | Stefan Bissegger   | Stefan Bissegger      | Arjen Livyns                 |
| 3                  | Taco van der Hoorn | Stefan Bissegger   | Phil Bauhaus          | Luke Durbridge               |
| 4                  | Tim Merlier        | Stefan Bissegger   | Tim Merlier           | Arjen Livyns                 |
| 5                  | Caleb Ewan         | Stefan Küng        | Tim Merlier           | Arjen Livyns                 |
| 6                  | Sonny Colbrelli    | Sonny Colbrelli    | Tim Merlier           | Arjen Livyns                 |
| 7                  | Matej Mohorič      | Sonny Colbrelli    | Danny van Poppel      | Arjen Livyns                 |
| Classements finals | Classements finals | Sonny Colbrelli    | Danny van Poppel      | Arjen Livyns                 |

## Liste des participants
| Alpecin-Fenix AFC | Alpecin-Fenix AFC       | Alpecin-Fenix AFC |
| ----------------- | ----------------------- | ----------------- |
| Num               | Coureur                 | Pos               |
| 1                 | Tim Merlier (BEL)       | 60e               |
| 2                 | Dries De Bondt (BEL)    | 79e               |
| 3                 | Senne Leysen (BEL)      | 69e               |
| 4                 | Jonas Rickaert (BEL)    | 46e               |
| 5                 | Oscar Riesebeek (NED)   | 22e               |
| 6                 | Petr Vakoč (CZE)        | 62e               |
| 7                 | Gianni Vermeersch (BEL) | 14e               |

| Deceuninck-Quick Step DQT | Deceuninck-Quick Step DQT     | Deceuninck-Quick Step DQT |
| ------------------------- | ----------------------------- | ------------------------- |
| Num                       | Coureur                       | Pos                       |
| 11                        | Remco Evenepoel (BEL)         | NP-5                      |
| 12                        | Kasper Asgreen (DEN) (chrono) | 12e                       |
| 13                        | Dries Devenyns (BEL)          | AB-7                      |
| 14                        | Álvaro Hodeg (COL)            | AB-7                      |
| 15                        | Iljo Keisse (BEL)             | 91e                       |
| 16                        | Michael Mørkøv (DEN)          | 36e                       |
| 17                        | Stijn Steels (BEL)            | 84e                       |

| Lotto-Soudal LTS | Lotto-Soudal LTS         | Lotto-Soudal LTS |
| ---------------- | ------------------------ | ---------------- |
| Num              | Coureur                  | Pos              |
| 21               | Tim Wellens (BEL)        | 4e               |
| 22               | Caleb Ewan (AUS)         | AB-7             |
| 23               | Philippe Gilbert (BEL)   | 27e              |
| 24               | Jasper De Buyst (BEL)    | 88e              |
| 25               | Thomas De Gendt (BEL)    | AB-7             |
| 26               | Roger Kluge (GER)        | AB-7             |
| 27               | Tosh Van der Sande (BEL) | 38e              |

| AG2R Citroën Team ACT | AG2R Citroën Team ACT   | AG2R Citroën Team ACT |
| --------------------- | ----------------------- | --------------------- |
| Num                   | Coureur                 | Pos                   |
| 31                    | Greg Van Avermaet (BEL) | 26e                   |
| 32                    | Oliver Naesen (BEL)     | 51e                   |
| 33                    | Julien Duval (FRA)      | AB-5                  |
| 34                    | Anthony Jullien (FRA)   | AB-7                  |
| 36                    | Michael Schär (SUI)     | 33e                   |
| 37                    | Gijs Van Hoecke (BEL)   | 64e                   |

| Astana-Premier Tech APT | Astana-Premier Tech APT       | Astana-Premier Tech APT |
| ----------------------- | ----------------------------- | ----------------------- |
| Num                     | Coureur                       | Pos                     |
| 41                      | Jakob Fuglsang (DEN)          | AB-1                    |
| 42                      | Fabio Felline (ITA)           | NP-1                    |
| 43                      | Samuele Battistella (ITA)     | 55e                     |
| 44                      | Dmitriy Gruzdev (KAZ)         | AB-7                    |
| 45                      | Hugo Houle (CAN)              | 40e                     |
| 46                      | Yevgeniy Gidich (KAZ)         | AB-7                    |
| 47                      | Matteo Sobrero (ITA) (chrono) | AB-7                    |

| Bahrain Victorious TBV | Bahrain Victorious TBV        | Bahrain Victorious TBV |
| ---------------------- | ----------------------------- | ---------------------- |
| Num                    | Coureur                       | Pos                    |
| 51                     | Sonny Colbrelli (ITA) (route) | 1er                    |
| 52                     | Fred Wright (GBR)             | 20e                    |
| 53                     | Phil Bauhaus (GER)            | 90e                    |
| 54                     | Heinrich Haussler (AUS)       | 65e                    |
| 55                     | Jonathan Milan (ITA)          | AB-7                   |
| 56                     | Matej Mohorič (SLO) (route)   | 2e                     |
| 57                     | Marcel Sieberg (GER)          | AB-7                   |

| Bora-Hansgrohe BOH | Bora-Hansgrohe BOH        | Bora-Hansgrohe BOH |
| ------------------ | ------------------------- | ------------------ |
| Num                | Coureur                   | Pos                |
| 61                 | Peter Sagan (SVK) (route) | 42e                |
| 62                 | Wilco Kelderman (NED)     | AB-3               |
| 63                 | Erik Baška (SVK)          | AB-7               |
| 64                 | Maciej Bodnar (POL)       | AB-7               |
| 65                 | Daniel Oss (ITA)          | AB-7               |
| 66                 | Lukas Pöstlberger (AUT)   | 18e                |
| 67                 | Juraj Sagan (SVK)         | 78e                |

| Cofidis COF | Cofidis COF              | Cofidis COF |
| ----------- | ------------------------ | ----------- |
| Num         | Coureur                  | Pos         |
| 71          | Christophe Laporte (FRA) | 23e         |
| 72          | Tom Bohli (SUI)          | 61e         |
| 73          | Jempy Drucker (LUX)      | AB-7        |
| 74          | Emmanuel Morin (FRA)     | NP-4        |
| 75          | Szymon Sajnok (POL)      | AB-7        |
| 76          | Attilio Viviani (ITA)    | 85e         |
| 77          | Elia Viviani (ITA)       | AB-7        |

| EF Education-Nippo EFN | EF Education-Nippo EFN    | EF Education-Nippo EFN |
| ---------------------- | ------------------------- | ---------------------- |
| Num                    | Coureur                   | Pos                    |
| 81                     | Daniel Arroyave (COL)     | AB-7                   |
| 82                     | Fumiyuki Beppu (JPN)      | 93e                    |
| 83                     | Stefan Bissegger (SUI)    | 58e                    |
| 84                     | Mitchell Docker (AUS)     | NP-5                   |
| 85                     | Sebastian Langeveld (NED) | 59e                    |
| 86                     | Logan Owen (USA)          | 13e                    |
| 87                     | Julius van den Berg (NED) | 68e                    |

| Groupama-FDJ GFC | Groupama-FDJ GFC               | Groupama-FDJ GFC |
| ---------------- | ------------------------------ | ---------------- |
| Num              | Coureur                        | Pos              |
| 91               | Stefan Küng (SUI) (chrono)     | 5e               |
| 92               | Antoine Duchesne (CAN)         | 82e              |
| 93               | Attila Valter (HUN)            | 50e              |
| 94               | Fabian Lienhard (SUI)          | 80e              |
| 95               | Miles Scotson (AUS)            | 54e              |
| 96               | Jake Stewart (GBR)             | 43e              |
| 97               | Benjamin Thomas (FRA) (chrono) | AB-7             |

| Ineos Grenadiers IGD | Ineos Grenadiers IGD  | Ineos Grenadiers IGD |
| -------------------- | --------------------- | -------------------- |
| Num                  | Coureur               | Pos                  |
| 101                  | Geraint Thomas (GBR)  | AB-7                 |
| 102                  | Sebastián Henao (COL) | 72e                  |
| 103                  | Andrey Amador (CRC)   | 17e                  |
| 104                  | Leonardo Basso (ITA)  | 52e                  |
| 105                  | Michał Gołaś (POL)    | 31e                  |
| 106                  | Gianni Moscon (ITA)   | 35e                  |
| 107                  | Ben Swift (GBR)       | 32e                  |

| Intermarché-Wanty-Gobert Matériaux IWG | Intermarché-Wanty-Gobert Matériaux IWG | Intermarché-Wanty-Gobert Matériaux IWG |
| -------------------------------------- | -------------------------------------- | -------------------------------------- |
| Num                                    | Coureur                                | Pos                                    |
| 111                                    | Aimé De Gendt (BEL)                    | 21e                                    |
| 112                                    | Ludwig De Winter (BEL)                 | AB-7                                   |
| 113                                    | Andrea Pasqualon (ITA)                 | 53e                                    |
| 114                                    | Taco van der Hoorn (NED)               | AB-5                                   |
| 115                                    | Boy van Poppel (NED)                   | 56e                                    |
| 116                                    | Danny van Poppel (NED)                 | 24e                                    |
| 117                                    | Pieter Vanspeybrouck (BEL)             | 87e                                    |

| Israel Start-Up Nation ISN | Israel Start-Up Nation ISN       | Israel Start-Up Nation ISN |
| -------------------------- | -------------------------------- | -------------------------- |
| Num                        | Coureur                          | Pos                        |
| 121                        | Jenthe Biermans (BEL)            | 29e                        |
| 122                        | Guillaume Boivin (CAN)           | 34e                        |
| 123                        | Norman Vahtra (EST)              | 77e                        |
| 124                        | Mads Würtz Schmidt (DEN) (route) | 16e                        |
| 125                        | Alexis Renard (FRA)              | 47e                        |
| 126                        | Guy Sagiv (ISR)                  | 86e                        |
| 127                        | Tom Van Asbroeck (BEL)           | 19e                        |

| Jumbo-Visma TJV | Jumbo-Visma TJV             | Jumbo-Visma TJV |
| --------------- | --------------------------- | --------------- |
| Num             | Coureur                     | Pos             |
| 131             | Tom Dumoulin (NED) (chrono) | 9e              |
| 132             | Dylan Groenewegen (NED)     | AB-7            |
| 133             | Edoardo Affini (ITA)        | 74e             |
| 134             | Olav Kooij (NED)            | 49e             |
| 135             | Timo Roosen (NED) (route)   | 30e             |
| 136             | Mike Teunissen (NED)        | 10e             |
| 137             | Jos van Emden (NED)         | AB-7            |

| Movistar Team MOV | Movistar Team MOV         | Movistar Team MOV |
| ----------------- | ------------------------- | ----------------- |
| Num               | Coureur                   | Pos               |
| 141               | Héctor Carretero (ESP)    | 73e               |
| 142               | Iván García Cortina (ESP) | AB-7              |
| 143               | Davide Villella (ITA)     | 39e               |
| 144               | Mathias Norsgaard (DEN)   | 45e               |
| 145               | Lluís Mas (ESP)           | AB-6              |
| 146               | Sebastián Mora (ESP)      | AB-4              |
| 147               | Albert Torres (ESP)       | NP-4              |

| BikeExchange BEX | BikeExchange BEX         | BikeExchange BEX |
| ---------------- | ------------------------ | ---------------- |
| Num              | Coureur                  | Pos              |
| 151              | Jack Bauer (NZL)         | 28e              |
| 152              | Sam Bewley (NZL)         | AB-6             |
| 153              | Luke Durbridge (AUS)     | 6e               |
| 155              | Alexander Konychev (ITA) | AB-7             |
| 156              | Barnabás Peák (HUN)      | 75e              |
| 157              | Callum Scotson (AUS)     | AB-7             |

| Team DSM DSM | Team DSM DSM               | Team DSM DSM |
| ------------ | -------------------------- | ------------ |
| Num          | Coureur                    | Pos          |
| 161          | Tiesj Benoot (BEL)         | 8e           |
| 162          | Søren Kragh Andersen (DEN) | AB-6         |
| 163          | Nikias Arndt (GER)         | 11e          |
| 164          | Cees Bol (NED)             | AB-7         |
| 165          | Joris Nieuwenhuis (NED)    | AB-7         |
| 166          | Casper Pedersen (DEN)      | AB-7         |
| 167          | Jasha Sütterlin (GER)      | AB-7         |

| Qhubeka NextHash TQA | Qhubeka NextHash TQA              | Qhubeka NextHash TQA |
| -------------------- | --------------------------------- | -------------------- |
| Num                  | Coureur                           | Pos                  |
| 171                  | Victor Campenaerts (BEL)          | 3e                   |
| 172                  | Michael Gogl (AUT)                | 26e                  |
| 173                  | Lasse Norman Leth (DEN)           | AB-6                 |
| 174                  | Andreas Stokbro (DEN)             | 57e                  |
| 175                  | Reinardt Janse van Rensburg (RSA) | AB-7                 |
| 176                  | Harry Tanfield (GBR)              | AB-7                 |
| 177                  | Max Walscheid (GER)               | NP-7                 |

| Trek-Segafredo TFS | Trek-Segafredo TFS                   | Trek-Segafredo TFS |
| ------------------ | ------------------------------------ | ------------------ |
| Num                | Coureur                              | Pos                |
| 181                | Mads Pedersen (DEN)                  | AB-6               |
| 182                | Jasper Stuyven (BEL)                 | 7e                 |
| 183                | Charlie Quarterman (GBR)             | 89e                |
| 184                | Matteo Moschetti (ITA)               | AB-7               |
| 185                | Ryan Mullen (IRL)                    | AB-7               |
| 186                | Toms Skujiņš (LAT) (route et chrono) | AB-7               |
| 187                | Edward Theuns (BEL)                  | AB-7               |

| UAE Team Emirates UAD | UAE Team Emirates UAD      | UAE Team Emirates UAD |
| --------------------- | -------------------------- | --------------------- |
| Num                   | Coureur                    | Pos                   |
| 191                   | Finn Fisher-Black (NZL)    | 66e                   |
| 192                   | Fernando Gaviria (COL)     | NP-6                  |
| 193                   | Mikkel Bjerg (DEN)         | AB-7                  |
| 194                   | Brandon McNulty (USA)      | 37e                   |
| 195                   | Marc Hirschi (SUI)         | 15e                   |
| 196                   | Vegard Stake Laengen (NOR) | 92e                   |
| 197                   | Maximiliano Richeze (ARG)  | 83e                   |

| Bingoal Pauwels Sauces WB BWB | Bingoal Pauwels Sauces WB BWB | Bingoal Pauwels Sauces WB BWB |
| ----------------------------- | ----------------------------- | ----------------------------- |
| Num                           | Coureur                       | Pos                           |
| 201                           | Timothy Dupont (BEL)          | 76e                           |
| 202                           | Stanisław Aniołkowski (POL)   | 63e                           |
| 203                           | Arjen Livyns (BEL)            | 67e                           |
| 204                           | Milan Menten (BEL)            | 48e                           |
| 205                           | Laurenz Rex (BEL)             | 71e                           |
| 206                           | Ludovic Robeet (BEL)          | 70e                           |
| 207                           | Sean De Bie (BEL)             | AB-6                          |

| Sport Vlaanderen-Baloise SVB | Sport Vlaanderen-Baloise SVB | Sport Vlaanderen-Baloise SVB |
| ---------------------------- | ---------------------------- | ---------------------------- |
| Num                          | Coureur                      | Pos                          |
| 211                          | Rune Herregodts (BEL)        | AB-6                         |
| 212                          | Arne Marit (BEL)             | 81e                          |
| 213                          | Thomas Sprengers (BEL)       | 44e                          |
| 214                          | Kenneth Van Rooy (BEL)       | 25e                          |
| 215                          | Ward Vanhoof (BEL)           | NP-2                         |
| 216                          | Jordi Warlop (BEL)           | AB-5                         |
| 217                          | Thimo Willems (BEL)          | AB-7                         |

| Alpecin-Fenix AFC | Alpecin-Fenix AFC       | Alpecin-Fenix AFC |
| ----------------- | ----------------------- | ----------------- |
| Num               | Coureur                 | Pos               |
| 1                 | Tim Merlier (BEL)       | 60e               |
| 2                 | Dries De Bondt (BEL)    | 79e               |
| 3                 | Senne Leysen (BEL)      | 69e               |
| 4                 | Jonas Rickaert (BEL)    | 46e               |
| 5                 | Oscar Riesebeek (NED)   | 22e               |
| 6                 | Petr Vakoč (CZE)        | 62e               |
| 7                 | Gianni Vermeersch (BEL) | 14e               |

| Deceuninck-Quick Step DQT | Deceuninck-Quick Step DQT     | Deceuninck-Quick Step DQT |
| ------------------------- | ----------------------------- | ------------------------- |
| Num                       | Coureur                       | Pos                       |
| 11                        | Remco Evenepoel (BEL)         | NP-5                      |
| 12                        | Kasper Asgreen (DEN) (chrono) | 12e                       |
| 13                        | Dries Devenyns (BEL)          | AB-7                      |
| 14                        | Álvaro Hodeg (COL)            | AB-7                      |
| 15                        | Iljo Keisse (BEL)             | 91e                       |
| 16                        | Michael Mørkøv (DEN)          | 36e                       |
| 17                        | Stijn Steels (BEL)            | 84e                       |

| Lotto-Soudal LTS | Lotto-Soudal LTS         | Lotto-Soudal LTS |
| ---------------- | ------------------------ | ---------------- |
| Num              | Coureur                  | Pos              |
| 21               | Tim Wellens (BEL)        | 4e               |
| 22               | Caleb Ewan (AUS)         | AB-7             |
| 23               | Philippe Gilbert (BEL)   | 27e              |
| 24               | Jasper De Buyst (BEL)    | 88e              |
| 25               | Thomas De Gendt (BEL)    | AB-7             |
| 26               | Roger Kluge (GER)        | AB-7             |
| 27               | Tosh Van der Sande (BEL) | 38e              |

| AG2R Citroën Team ACT | AG2R Citroën Team ACT   | AG2R Citroën Team ACT |
| --------------------- | ----------------------- | --------------------- |
| Num                   | Coureur                 | Pos                   |
| 31                    | Greg Van Avermaet (BEL) | 26e                   |
| 32                    | Oliver Naesen (BEL)     | 51e                   |
| 33                    | Julien Duval (FRA)      | AB-5                  |
| 34                    | Anthony Jullien (FRA)   | AB-7                  |
| 36                    | Michael Schär (SUI)     | 33e                   |
| 37                    | Gijs Van Hoecke (BEL)   | 64e                   |

| Astana-Premier Tech APT | Astana-Premier Tech APT       | Astana-Premier Tech APT |
| ----------------------- | ----------------------------- | ----------------------- |
| Num                     | Coureur                       | Pos                     |
| 41                      | Jakob Fuglsang (DEN)          | AB-1                    |
| 42                      | Fabio Felline (ITA)           | NP-1                    |
| 43                      | Samuele Battistella (ITA)     | 55e                     |
| 44                      | Dmitriy Gruzdev (KAZ)         | AB-7                    |
| 45                      | Hugo Houle (CAN)              | 40e                     |
| 46                      | Yevgeniy Gidich (KAZ)         | AB-7                    |
| 47                      | Matteo Sobrero (ITA) (chrono) | AB-7                    |

| Bahrain Victorious TBV | Bahrain Victorious TBV        | Bahrain Victorious TBV |
| ---------------------- | ----------------------------- | ---------------------- |
| Num                    | Coureur                       | Pos                    |
| 51                     | Sonny Colbrelli (ITA) (route) | 1er                    |
| 52                     | Fred Wright (GBR)             | 20e                    |
| 53                     | Phil Bauhaus (GER)            | 90e                    |
| 54                     | Heinrich Haussler (AUS)       | 65e                    |
| 55                     | Jonathan Milan (ITA)          | AB-7                   |
| 56                     | Matej Mohorič (SLO) (route)   | 2e                     |
| 57                     | Marcel Sieberg (GER)          | AB-7                   |

| Bora-Hansgrohe BOH | Bora-Hansgrohe BOH        | Bora-Hansgrohe BOH |
| ------------------ | ------------------------- | ------------------ |
| Num                | Coureur                   | Pos                |
| 61                 | Peter Sagan (SVK) (route) | 42e                |
| 62                 | Wilco Kelderman (NED)     | AB-3               |
| 63                 | Erik Baška (SVK)          | AB-7               |
| 64                 | Maciej Bodnar (POL)       | AB-7               |
| 65                 | Daniel Oss (ITA)          | AB-7               |
| 66                 | Lukas Pöstlberger (AUT)   | 18e                |
| 67                 | Juraj Sagan (SVK)         | 78e                |

| Cofidis COF | Cofidis COF              | Cofidis COF |
| ----------- | ------------------------ | ----------- |
| Num         | Coureur                  | Pos         |
| 71          | Christophe Laporte (FRA) | 23e         |
| 72          | Tom Bohli (SUI)          | 61e         |
| 73          | Jempy Drucker (LUX)      | AB-7        |
| 74          | Emmanuel Morin (FRA)     | NP-4        |
| 75          | Szymon Sajnok (POL)      | AB-7        |
| 76          | Attilio Viviani (ITA)    | 85e         |
| 77          | Elia Viviani (ITA)       | AB-7        |

| EF Education-Nippo EFN | EF Education-Nippo EFN    | EF Education-Nippo EFN |
| ---------------------- | ------------------------- | ---------------------- |
| Num                    | Coureur                   | Pos                    |
| 81                     | Daniel Arroyave (COL)     | AB-7                   |
| 82                     | Fumiyuki Beppu (JPN)      | 93e                    |
| 83                     | Stefan Bissegger (SUI)    | 58e                    |
| 84                     | Mitchell Docker (AUS)     | NP-5                   |
| 85                     | Sebastian Langeveld (NED) | 59e                    |
| 86                     | Logan Owen (USA)          | 13e                    |
| 87                     | Julius van den Berg (NED) | 68e                    |

| Groupama-FDJ GFC | Groupama-FDJ GFC               | Groupama-FDJ GFC |
| ---------------- | ------------------------------ | ---------------- |
| Num              | Coureur                        | Pos              |
| 91               | Stefan Küng (SUI) (chrono)     | 5e               |
| 92               | Antoine Duchesne (CAN)         | 82e              |
| 93               | Attila Valter (HUN)            | 50e              |
| 94               | Fabian Lienhard (SUI)          | 80e              |
| 95               | Miles Scotson (AUS)            | 54e              |
| 96               | Jake Stewart (GBR)             | 43e              |
| 97               | Benjamin Thomas (FRA) (chrono) | AB-7             |

| Ineos Grenadiers IGD | Ineos Grenadiers IGD  | Ineos Grenadiers IGD |
| -------------------- | --------------------- | -------------------- |
| Num                  | Coureur               | Pos                  |
| 101                  | Geraint Thomas (GBR)  | AB-7                 |
| 102                  | Sebastián Henao (COL) | 72e                  |
| 103                  | Andrey Amador (CRC)   | 17e                  |
| 104                  | Leonardo Basso (ITA)  | 52e                  |
| 105                  | Michał Gołaś (POL)    | 31e                  |
| 106                  | Gianni Moscon (ITA)   | 35e                  |
| 107                  | Ben Swift (GBR)       | 32e                  |

| Intermarché-Wanty-Gobert Matériaux IWG | Intermarché-Wanty-Gobert Matériaux IWG | Intermarché-Wanty-Gobert Matériaux IWG |
| -------------------------------------- | -------------------------------------- | -------------------------------------- |
| Num                                    | Coureur                                | Pos                                    |
| 111                                    | Aimé De Gendt (BEL)                    | 21e                                    |
| 112                                    | Ludwig De Winter (BEL)                 | AB-7                                   |
| 113                                    | Andrea Pasqualon (ITA)                 | 53e                                    |
| 114                                    | Taco van der Hoorn (NED)               | AB-5                                   |
| 115                                    | Boy van Poppel (NED)                   | 56e                                    |
| 116                                    | Danny van Poppel (NED)                 | 24e                                    |
| 117                                    | Pieter Vanspeybrouck (BEL)             | 87e                                    |

| Israel Start-Up Nation ISN | Israel Start-Up Nation ISN       | Israel Start-Up Nation ISN |
| -------------------------- | -------------------------------- | -------------------------- |
| Num                        | Coureur                          | Pos                        |
| 121                        | Jenthe Biermans (BEL)            | 29e                        |
| 122                        | Guillaume Boivin (CAN)           | 34e                        |
| 123                        | Norman Vahtra (EST)              | 77e                        |
| 124                        | Mads Würtz Schmidt (DEN) (route) | 16e                        |
| 125                        | Alexis Renard (FRA)              | 47e                        |
| 126                        | Guy Sagiv (ISR)                  | 86e                        |
| 127                        | Tom Van Asbroeck (BEL)           | 19e                        |

| Jumbo-Visma TJV | Jumbo-Visma TJV             | Jumbo-Visma TJV |
| --------------- | --------------------------- | --------------- |
| Num             | Coureur                     | Pos             |
| 131             | Tom Dumoulin (NED) (chrono) | 9e              |
| 132             | Dylan Groenewegen (NED)     | AB-7            |
| 133             | Edoardo Affini (ITA)        | 74e             |
| 134             | Olav Kooij (NED)            | 49e             |
| 135             | Timo Roosen (NED) (route)   | 30e             |
| 136             | Mike Teunissen (NED)        | 10e             |
| 137             | Jos van Emden (NED)         | AB-7            |

| Movistar Team MOV | Movistar Team MOV         | Movistar Team MOV |
| ----------------- | ------------------------- | ----------------- |
| Num               | Coureur                   | Pos               |
| 141               | Héctor Carretero (ESP)    | 73e               |
| 142               | Iván García Cortina (ESP) | AB-7              |
| 143               | Davide Villella (ITA)     | 39e               |
| 144               | Mathias Norsgaard (DEN)   | 45e               |
| 145               | Lluís Mas (ESP)           | AB-6              |
| 146               | Sebastián Mora (ESP)      | AB-4              |
| 147               | Albert Torres (ESP)       | NP-4              |

| BikeExchange BEX | BikeExchange BEX         | BikeExchange BEX |
| ---------------- | ------------------------ | ---------------- |
| Num              | Coureur                  | Pos              |
| 151              | Jack Bauer (NZL)         | 28e              |
| 152              | Sam Bewley (NZL)         | AB-6             |
| 153              | Luke Durbridge (AUS)     | 6e               |
| 155              | Alexander Konychev (ITA) | AB-7             |
| 156              | Barnabás Peák (HUN)      | 75e              |
| 157              | Callum Scotson (AUS)     | AB-7             |

| Team DSM DSM | Team DSM DSM               | Team DSM DSM |
| ------------ | -------------------------- | ------------ |
| Num          | Coureur                    | Pos          |
| 161          | Tiesj Benoot (BEL)         | 8e           |
| 162          | Søren Kragh Andersen (DEN) | AB-6         |
| 163          | Nikias Arndt (GER)         | 11e          |
| 164          | Cees Bol (NED)             | AB-7         |
| 165          | Joris Nieuwenhuis (NED)    | AB-7         |
| 166          | Casper Pedersen (DEN)      | AB-7         |
| 167          | Jasha Sütterlin (GER)      | AB-7         |

| Qhubeka NextHash TQA | Qhubeka NextHash TQA              | Qhubeka NextHash TQA |
| -------------------- | --------------------------------- | -------------------- |
| Num                  | Coureur                           | Pos                  |
| 171                  | Victor Campenaerts (BEL)          | 3e                   |
| 172                  | Michael Gogl (AUT)                | 26e                  |
| 173                  | Lasse Norman Leth (DEN)           | AB-6                 |
| 174                  | Andreas Stokbro (DEN)             | 57e                  |
| 175                  | Reinardt Janse van Rensburg (RSA) | AB-7                 |
| 176                  | Harry Tanfield (GBR)              | AB-7                 |
| 177                  | Max Walscheid (GER)               | NP-7                 |

| Trek-Segafredo TFS | Trek-Segafredo TFS                   | Trek-Segafredo TFS |
| ------------------ | ------------------------------------ | ------------------ |
| Num                | Coureur                              | Pos                |
| 181                | Mads Pedersen (DEN)                  | AB-6               |
| 182                | Jasper Stuyven (BEL)                 | 7e                 |
| 183                | Charlie Quarterman (GBR)             | 89e                |
| 184                | Matteo Moschetti (ITA)               | AB-7               |
| 185                | Ryan Mullen (IRL)                    | AB-7               |
| 186                | Toms Skujiņš (LAT) (route et chrono) | AB-7               |
| 187                | Edward Theuns (BEL)                  | AB-7               |

| UAE Team Emirates UAD | UAE Team Emirates UAD      | UAE Team Emirates UAD |
| --------------------- | -------------------------- | --------------------- |
| Num                   | Coureur                    | Pos                   |
| 191                   | Finn Fisher-Black (NZL)    | 66e                   |
| 192                   | Fernando Gaviria (COL)     | NP-6                  |
| 193                   | Mikkel Bjerg (DEN)         | AB-7                  |
| 194                   | Brandon McNulty (USA)      | 37e                   |
| 195                   | Marc Hirschi (SUI)         | 15e                   |
| 196                   | Vegard Stake Laengen (NOR) | 92e                   |
| 197                   | Maximiliano Richeze (ARG)  | 83e                   |

| Bingoal Pauwels Sauces WB BWB | Bingoal Pauwels Sauces WB BWB | Bingoal Pauwels Sauces WB BWB |
| ----------------------------- | ----------------------------- | ----------------------------- |
| Num                           | Coureur                       | Pos                           |
| 201                           | Timothy Dupont (BEL)          | 76e                           |
| 202                           | Stanisław Aniołkowski (POL)   | 63e                           |
| 203                           | Arjen Livyns (BEL)            | 67e                           |
| 204                           | Milan Menten (BEL)            | 48e                           |
| 205                           | Laurenz Rex (BEL)             | 71e                           |
| 206                           | Ludovic Robeet (BEL)          | 70e                           |
| 207                           | Sean De Bie (BEL)             | AB-6                          |

| Sport Vlaanderen-Baloise SVB | Sport Vlaanderen-Baloise SVB | Sport Vlaanderen-Baloise SVB |
| ---------------------------- | ---------------------------- | ---------------------------- |
| Num                          | Coureur                      | Pos                          |
| 211                          | Rune Herregodts (BEL)        | AB-6                         |
| 212                          | Arne Marit (BEL)             | 81e                          |
| 213                          | Thomas Sprengers (BEL)       | 44e                          |
| 214                          | Kenneth Van Rooy (BEL)       | 25e                          |
| 215                          | Ward Vanhoof (BEL)           | NP-2                         |
| 216                          | Jordi Warlop (BEL)           | AB-5                         |
| 217                          | Thimo Willems (BEL)          | AB-7                         |